# 19228 Uemuraikuo
19228 Uemuraikuo este un asteroid din centura principală de asteroizi.

## Descriere
19228 Uemuraikuo este un asteroid din centura principală de asteroizi. A fost descoperit pe 16 septembrie 1993 la Kitami de Kin Endate și Kazuro Watanabe. Asteroidul prezintă o orbită caracterizată de o semiaxă mare de 2,24 ua, o excentricitate de 0,19 și o înclinație de 5,8° în raport cu ecliptica.